# Young Jeezy
Джей Уэйн Дженкинс (англ. Jay Wayne Jenkins, род. 28 сентября 1977, Колумбия), более известный под псевдонимом Young Jeezy (рус. Янг Джизи) — американский рэпер.

## Жизнь и карьера

### Ранние годы
Родился в Колумбии, (Южная Каролина). В раннем детстве Дженкинс вместе с семьей переехал в Данкан Блок, район в Мейконе, штат Джорджия. Родители развелись когда он был ещё ребёнком. Джей не смог решить с кем из родителей ему остаться и, в результате, остался жить со своей бабушкой. В течение этих лет он поддерживал хорошие отношения со своими родственниками, которые являлись наркоторговцами. Они часто делили с ним свой заработок, вследствие чего Джей и приобщился к продаже наркотиков. В двенадцать лет Дженкинс стал торговать наркотиками в своем районе в Мейконе. И в 1994 году он был арестован. Ему было предъявлено обвинение в продаже кокаина и он провёл девять месяцев в колонии в Саванне, Джорджия.
До концертов, впрочем, его ждет микстейп-сцена, место, откуда так легко подняться начинающему артисту. Знаменитый бутлег Come Shop Wit Me в своё время наделал шуму так, что Jeezy заинтересовались главы многих лейблов. Рэпер, который в своей «нелегальной» жизни научился получать максимальную выгоду из всего, и тут устроился неплохо. Вышло так, что у него на руках оказалось сразу два подписанных контракта. Один принадлежал Bad Boy South и гласил о том, что артист является участником группы Boyz N Da Hood. Второй был с пометкой Def Jam, и в нём Young Jeezy был указан как сольный исполнитель.
Руки самого парня оказались развязаны, и он начал творить. Сначала выходит релиз Bad Boy, одноимённый с названием группы. Диск дал хороший задел карьере, уйдя из магазинов тиражом свыше 500 тысяч проданных CD, что обеспечило ему «золотой» статус. Дальше-больше. Сольный диск Young Jeezy Let’s Get It: Thug Motivation 101 стартовал просто отменно и в итоге почти доковылял до двух миллионов проданных пластинок. Успех сногсшибательный.
Но реальную силу исполнителей можно узнать только по следующим большим работам, таковы уж сегодня условия рынка. Дебютировать гораздо проще, чем оставаться на плаву долгое время. Именно поэтому многие пропадают сразу же после выхода успешного сингла, так и не показав миру ничего более вразумительного. У Young Jeezy с этим оказалось все в порядке. Интересные битмейкеры, среди которых затесались и настоящие звезды, вроде Канье Уэст, Timbaland и DJ Toomp, отличный подбор гостей от R. Kelly и Keyshia Cole до T.I. и мощнейшие хиты, как тот же I Luv It, все это предопределило одни из лучших продаж в 2006 году. Снова «платина», снова победа.
Сейчас рэпер ушёл из Boyz N Da Hood, куда ему на смену был принят Gorilla Zoe, и преспокойно чувствует себя в роли желанного гостя на чужих CD. А калибр и разброс артистов поистине велик: от Usher, до Rick Ross. Но рано или поздно Jeezy должен разразиться чем-то поистине грандиозным.
В 2013 году артист официально сменил свой псевдоним с Young Jeezy на Jeezy. Сам артист объяснил это тем, что он уже давно не молодой, убрав приставку Young из своего псевдонима. Однако, сделать это он должен был ещё в 2010 (до выхода альбома TM103), но из-за юридических нюансов пришлось отложить процесс на 3 года.

## Завершение музыкальной карьеры
22 марта 2018 года Джизи в своём официальном профиле социальной сети Твиттер объявил о завершении своей музыкальной карьеры после того, как в свет выйдет его последний альбом под названием «Thug Motivation 104: Trust Ya Process».
26 июля 2019 года рэпер анонсировал свой последний альбом в музыкальной карьере под названием «The Legend of the Snowman: Thug Motivation 104» и дату выпуска — 23 августа 2019 года. Изначально у альбома было рабочее название Trust Ya Process. Однако за месяц до официальной даты выпуска было принято решение переименовать альбом. Данный альбом является продолжением серии Thug Motivation — четвёртая и заключительная часть квадрологии.
18 ноября 2020 года Jeezy выпустил трек «Therapy For My Soul», в которой задиссил 50 Cent и Freddie Gibbs.

## Дискография
Основная статья: Дискография Young Jeezy
Студийные альбомы
- 2001: Thuggin Under the Influence (под псевдонимом Lil' J)
- 2003: Come Shop wit' Me
- 2005: Let’s Get It: Thug Motivation 101
- 2006: The Inspiration: Thug Motivation 102
- 2008: The Recession
- 2011: Thug Motivation 103: Hustlerz Ambition
- 2014: Seen It All: The Autobiography
- 2015: Church in These Streets
- 2016: Trap or Die 3
- 2017: Pressure
- 2019: Thug Motivation 104: The Legend of the Snowman
- 2020: The Recession 2
- 2023: I Might Forgive… But I Don't Forget

Мини-альбомы
- 2015: Politically Correct
- 2019: Boston George & Diego (совместно с Boston George под псевдонимом Diego)
- 2020: Twenty/20 Pyrex Vision

Коллективные работы
- 2005: Boyz n da Hood (в составе группы Boyz N Da Hood)
- 2007: Cold Summer: The Authorized Mixtape (в составе группы U.S.D.A.)
- 2011: The After Party (в составе группы U.S.D.A.)

Официальные микстейпы
- 2004: Tha Streets Iz Watchin'
- 2005: Trap or Die
- 2006: Can’t Ban the Snowman
- 2006: I Am the Street Dream!
- 2008: The Prime Minister
- 2009: Trappin' Ain’t Dead
- 2010: Trap or Die, Pt. 2: By Any Means Neccessary
- 2010: 1000 Grams
- 2010: The Last Laugh
- 2011: The Real Is Back
- 2011: The Real Is Back 2
- 2012: It’s tha World
- 2015: Gangsta Party
- 2022: SNOFALL

## Фильмография
- 2009: «Дрянные промоутеры»
- 2019: «Аферисты 2»
- 2020: «Плохие парни навсегда»
- TBA: «Поездка в Америку 2»